# Волтурн
Волтурн (на латински: Volturnus) е в римската религия Бог на водата и реките.
Първоначално е бил самнитски Бог, равнявал се с Тибър и е син на Тетида. Според други източници той е син на Янус.
Неговият празник Volturnalia се празнувал на 27 август. Той имал един свой фламин (свещеник), наричан Flamen Volturnalis.
Реката Волтурно в Кампания носи неговото име.